# Keld Bak
Keld Egon Bak (født 7. juni 1944 i Hammer) er en dansk tidligere landsholdsspiller i fodbold.
Han spillede i løbet af sin karriere i Kalvehave IF, Bårse, Tornemark og Næstved IF.
Bak nåede at spille 14 A-landskampe for Danmark og scorede 3 mål. Derudover spillede han 2 B-landsholdskampe og scorede her 1 mål. På det danske U/21-landshold spillede han 1 kamp, hvori han scorede 2 mål. Han deltog i OL i 1972, som blev afholdt i München.